# Преображенка (Ореховский район)
Преображенка (укр. Преображенка) — село, Преображенский сельский совет, Пологовский район (ранее Ореховский район), Запорожская область, Украина

Код КОАТУУ — 2323987801. Население по переписи 2001 года составляло 3710 человек.
Является административным центром Преображенского сельского совета, в который, кроме того, входят сёла Васиновка и Червоная Криница.

## Географическое положение
Село Преображенка находится на правом берегу реки Конка,
ниже по течению на расстоянии в 6 км расположено село Таврическое,
на противоположном берегу — город Орехов.
Через село проходят автомобильные дороги Т-0803 и Т-0408.

## История
- 1772 год — дата основания как село Литовское, затем переименовано в село Преображенское. Село основано  Лыско Иваном Порфировичем. В 1772 году, сюда переселились из-под Батурина Черниговской губернии семьи родных и знакомых Лысько. В 1774 году на поселение прибыли несколько семейств малороссийской нации — родные и знакомые солдат и арестантов-колодников, которые работали в Никитинской крепости. По разрушению Запорожской Сечи в 1775 году, к Лыську присоединились ещё несколько казаков-запорожцев.[2]

- Согласно переписи сентября 1811 года,  Архивная копия от 29 декабря 2014 на Wayback Machine в казённом селении Преображенском состояло всего к платежу податей 441 человек (мужского пола), престарелых — 19, калек к работе неспособных — 15. Большую часть поселенцев селения Преображенского, вошедших в ревизскую сказку 1811 года, составляли казаки — 578 мужчин казачьего звания, 187 из которых переселились между 1795 и 1811 годом или родились в семьях новых поселенцев. Относительно небольшую часть поселенцев составляли бывшие коронопосполитые (26) и бывшие монастырские крестьяне (25).
- В период между 1795 и 1811 годами Преображенское заселялось Архивная копия от 29 декабря 2014 на Wayback Machine казаками из Черниговской (107 мужчин), Полтавской (37 мужчин), Таврической (18 мужчин) и Екатеринославской (7 мужчин) губерний. В это же время 52 мужчины с семьями переселились из Преображенского в Бахмутовку (1801 год), 4 — в село Дмитровку Павлоградского уезда (1806 год), и 3 — в слободу Санжаровку (1809 год).
- За эти же годы 17 казаков селения Преображенского были отданы в рекруты, причем идин из них «охотой поступил», 1 отдан в погончие, один вступил в духовное звание. Ушли «в бега» 5 мужчин.

## Экономика
- «Магистраль», ОАО.
- «Аграрий», ФХ.

## Объекты социальной сферы
- УВК.
- Детский сад.
- Дом культуры.
- Фельдшерско-акушерский пункт.

## Достопримечательности
- Братская могила 43 советских воинов.